# Samoa allemandes
1900–1914
Entités précédentes :
- Samoa indépendantes

Entités suivantes :
- Samoa sous mandat de la SDN (Nouvelle-Zélande)

Les Samoa allemandes (en allemand : Deutsch-Samoa) sont un ancien protectorat allemand qui a duré de 1900 à 1914, comprenant les îles d’Upolu, Savai'i, Apolima et Manono, qui sont en 2009 sous souveraineté de l’État indépendant des Samoa (appelées « Samoa occidentales » jusqu’en 1997). Les Samoa sont la prise coloniale la plus tardive de l’Allemagne dans l’océan Pacifique, reçues en vertu du traité de Samoa signé à Washington le 2 décembre 1899 et ratifié le 16 février 1900,. Elles sont aussi la seule dépendance allemande du Pacifique administrée séparément de la Nouvelle-Guinée allemande.

## Histoire

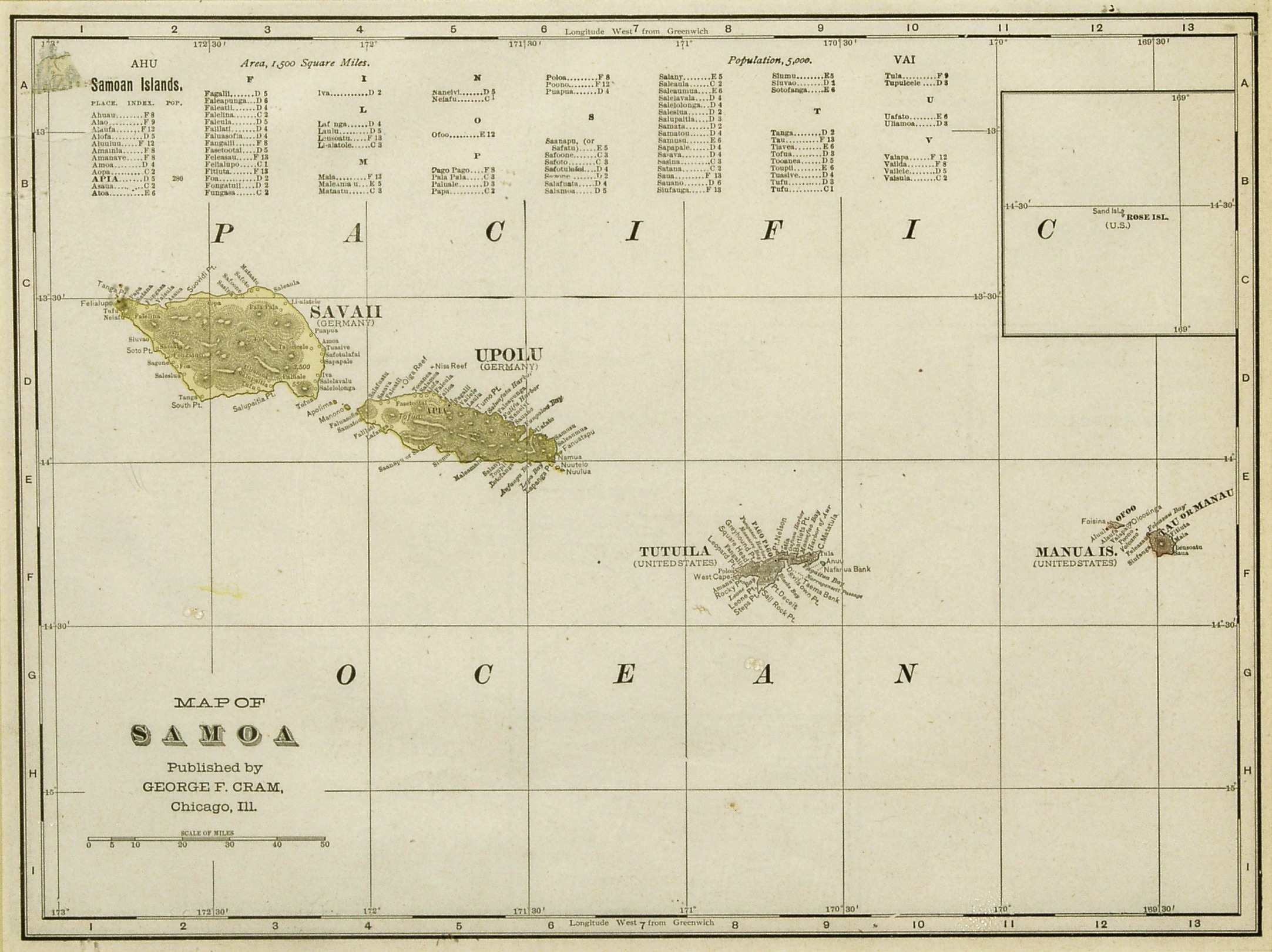
Carte des Samoa

Le premier Européen à toucher terre aux Samoa est le Hollandais Jakob Roggeveen en 1722. Une expédition  américaine sous le commandement de Charles Wilkes aborde les Samoa en 1839 et nomme un consul ; un consul britannique réside déjà au même moment à Apia. Les entreprises commerciales allemandes dans la région ne débutent qu’aux alentours des années 1850.
Alors que les intérêts commerciaux allemands vont croissant, les Américains établissent un port dans la baie de Pago Pago sur Tutuila en 1877.
Les tensions causées en partie par les trois groupes d’intérêts distincts mènent à la première guerre civile samoane (en) qui dure huit ans. La conclusion de cette guerre fournit le prétexte aux Occidentaux, estimant que les Samoans ne peuvent s’auto-gouverner, pour diviser l’archipel en 1899 entre les trois puissances impliquées. Le traité tripartite de Samoa donne l'administration des îles à l’ouest de 171 degrés de longitude à l’Allemagne, les îles orientales revenant aux États-Unis (qui les gouvernent toujours en 2009 sous le nom de Samoa américaines), le Royaume-Uni devant recevoir en compensation d’autres territoires dans le Pacifique et en Afrique de l’Ouest.

## Développement économique
Dans les premiers temps du demi-siècle que dure l’influence allemande, de grandes plantations sont établies pour la production de la noix de coco, de cacao et de latex d’hévéa. Au cours de la période coloniale de nouvelles entreprises se constituent pour étendre significativement les activités agricoles augmentant de ce fait les rentrées d’impôts qu’il est alors possible d’affecter aux travaux publics pour stimuler en retour la croissance économique : « … par-dessus tout, la période du gouvernement allemand s’avéra la plus riche de progrès, économiquement, que le pays eut connu ». La culture samoane ne valorisant pas la notion de « travail contre salaire », les Allemands mirent en œuvre une politique pour attirer des coolies chinois et, dans une moindre mesure, des Mélanésiens de Nouvelle-Guinée travaillant pour la DHPG et « … en 1914 plus de deux mille Chinois vivaient dans la colonie, fournissant une main-d’œuvre appréciable pour les plantations [allemande] ».
Quelques grandes plantations dans les Samoa allemandes :
- J. C. Godeffroy & fils (confisquée et renommée en Deutsche Handels und Plantagen Gesellschaft, DHPG)
- Deutsche Samoa Gesellschaft
- Safata-Samoa-Gesellschaft
- Samoa Kautschuk Kompagnie

## Administration coloniale

Zones d'influence vers 1914.

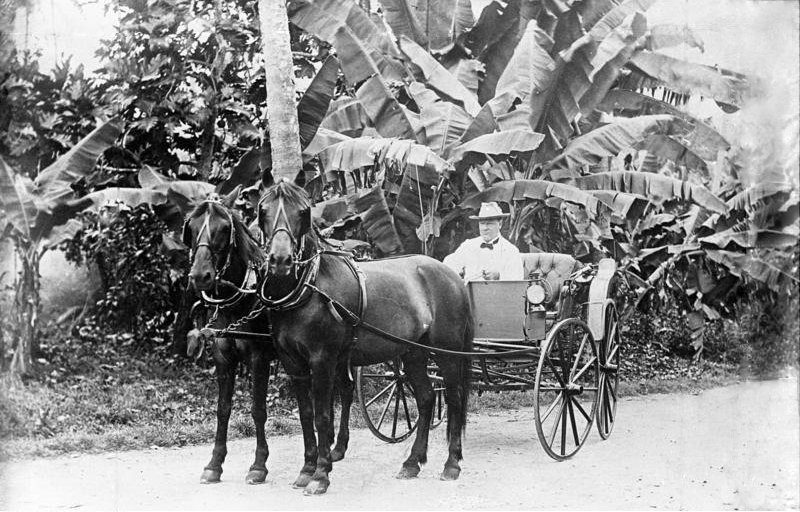
Le gouverneur Wilhelm Solf à Apia en 1910.

La période coloniale commence officiellement avec la levée des couleurs impériales le 1er mars 1900. Wilhelm Solf en devient le premier gouverneur. Dans ses relations politiques avec le peuple samoan, le gouvernement de Solf déploie des qualités égales d’intelligence et d’attention à celles qui prévalent dans le domaine économique. Avec habileté, il inclut les institutions samoanes dans le nouveau système de gouvernement colonial par son acceptation des coutumes locales. Toutefois, quand un matai (chef) samoan dissident excède les limites de sa tolérance considérable, Solf intervient fermement, déclarant que « … il n’y a qu’un gouvernement aux Samoa » et qu’il l’incarne. 

« Le règne allemand apporta la paix et l’ordre pour la première fois… L’autorité, en la personne du gouverneur, devint paternelle, juste et absolue. Berlin était très loin ; il n’y avait ni câble ni radio »

Les efforts énergiques des administrateurs coloniaux aboutissent à la mise sur pied du premier système d’enseignement public ; un hôpital est édifié, affecté en personnels et agrandi en réponse aux besoins et des femmes samoanes sont formées au métier d’infirmières. De toutes les possessions coloniales des puissances européennes dans le Pacifique, les Samoa allemandes disposent de loin du meilleur réseau routier ; toutes les routes en service avant 1942 ont été construites sous la direction des Allemands. Les subsides impériaux venus de la métropole qui ont marqué les huit premières années de l’emprise allemande aux Samoa ne sont plus nécessaires après 1908. Les Samoa sont devenues une colonie autonome. Wilhelm Solf quitte les Samoa en 1910 pour Berlin, où il a été nommé secrétaire aux Colonies ; Erich Schultz, ancien juge suprême du protectorat, lui succède comme gouverneur.
L’Empire allemand a gouverné les Samoa occidentales pendant quatorze ans.

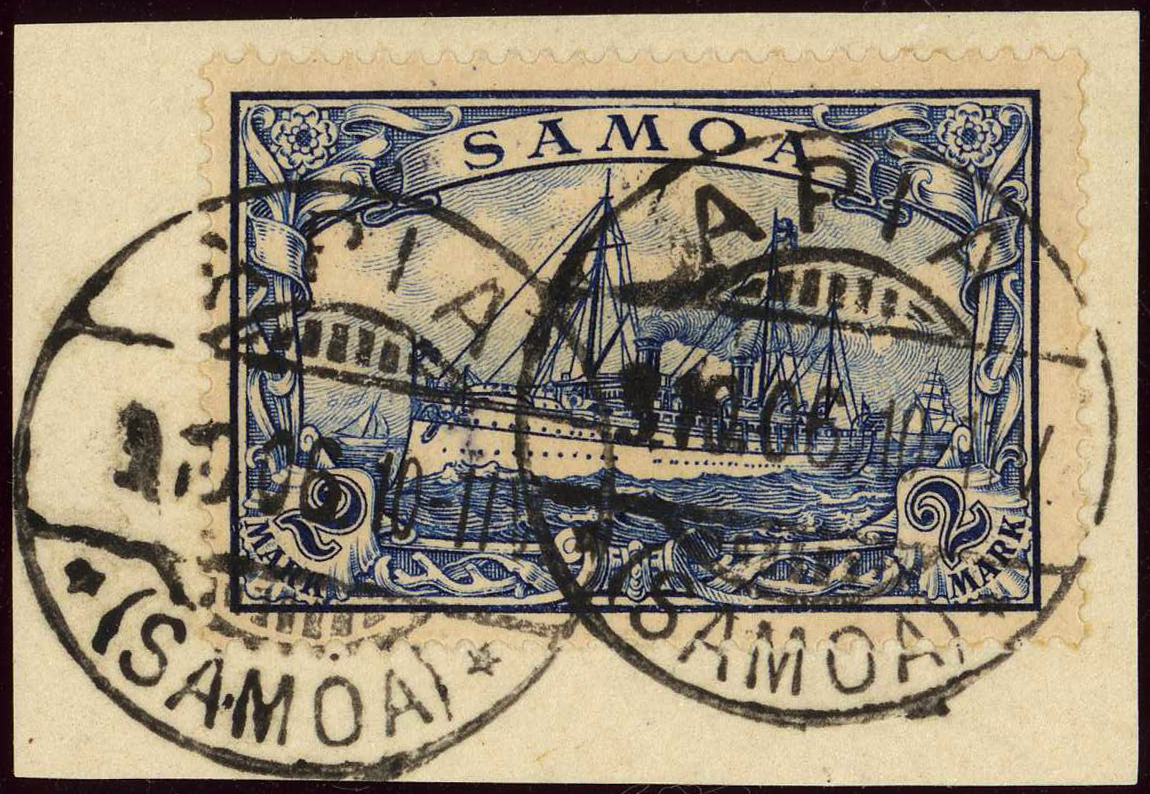
Timbre avec le yacht impérial, oblitéré à APIA en 1906.

« La réussite du régime allemand aux Samoa ne fut pas seulement d’avoir inauguré un gouvernement central et établi la paix et l’ordre. Il rappela continuellement aux gens combien l’effort individuel est essentiel à la prospérité. l’augmentation de la production agricole au cours de la période allemande [qui rendit possible des travaux publics] … resta en mémoire longtemps après leur départ. »

## Occupation des Samoa allemandes
Sous le commandement du Royaume-Uni, la colonie est envahie sans grande opposition au matin du 29 août 1914 et occupée par les troupes de la force expéditionnaire de Nouvelle-Zélande jusqu’en 1920. On dénombre 4 morts côté néo-zélandais (voir Théâtre océanien de la Première Guerre mondiale). La Nouvelle-Zélande gouverne ensuite les îles de 1920 à l’indépendance de 1962, d’abord sous un mandat de classe C de la Société des Nations puis comme une tutelle des Nations unies après 1945.

## Héritage
Au XXe siècle et au XXIe siècle, des descendants de colons allemands établis aux Samoa au XIXe siècle ou au début du XXe siècle sont des personnalités importantes aux Samoa indépendantes. Parmi les personnalités politiques, c'est le cas de, :
- Hans Joachim Keil III, ministre du Commerce de 2001 à 2006, petit-fils de Hans Joachim Keil, né à Magdebourg en 1864 et établi aux Samoa en 1903 ;
- Jack Netzler, ministre de l'Agriculture dans les années 1980, descendant de Carl Fritz Netzler, né en 1844 dans le Schleswig-Holstein ;
- Telefoni Retzlaff, vice-Premier ministre de 2001 à 2011, petit-fils d'Erich Retzlaff, né en 1878 à Stettin en Poméranie prussienne et établi aux Samoa en 1906 pour y poser le premier réseau téléphonique de la colonie ;
- Fossie Schmidt (en), ministre de l'Intérieur de 1992 à 1996, petit-fils d'Albert Kurt Schmidt, né à Hambourg en 1848 et établi aux Samoa vers la fin des années 1860 ;
- Leuatea Schmidt, président du Parlement samoan de 2011 à 2016 puis ministre de l'Agriculture, fils du précédent ;
- Cedric Schuster, ministre de l'Environnement depuis 2021, descendant d'un colon allemand établi aux Samoa vers le milieu du XIXe siècle ;
- Harry Schuster, ministre de la Police depuis 2021, cousin du précédent.

La famille Schuster compte par ailleurs de nombreuses personnalités sportives : en rugby à XV, Peter Schuster (en) de la Manu Samoa, John Schuster (en) des All Blacks et Will Skelton des Wallabies ; en rugby à XIII, Fred Schuster (en) et Jeff Lima ; et le nageur olympique Brandon Schuster (en).